# Геренний Этруск
Квинт Гере́нний Этру́ск Ме́ссий Де́ций (лат. Quintus Herennius Etruscus Messius Decius; в историографии — Геренний Этруск, лат. Herennius Etruscus; 220-е годы, Сирмий — 1 июля 251, Абритт) — римский император и соправитель своего отца Деция Траяна в 251 году.

## Биография
Как и о многих императорах периода кризиса III века, большая часть сохранившейся информации о Деции Траяне и его сыновьях относится к позднему времени и не всегда является надежной. Если «История Августов» когда-нибудь и включала в себя биографии Дециев, то теперь они потеряны.
Квинт Геренний Этруск Мессий Деций родился в Паннонии в промежутке между 220 и 230 годом. Его отцом был выходец из провинциальной аристократии военачальник Деций Траян, а матерью — представительница древнего этрусского сенаторского рода Герения Этрусцилла. Также у него был младший брат по имени Гостилиан. В 249 году отец Этруска был провозглашен императором, после чего он одержал победу в сражении над правившим тогда Филиппом I Арабом, который погиб на поле брани.
Геренний Этруск был уже достаточно взрослым, чтобы проходить военную службу во время правления своего отца. В 250 году он получил титулы Цезаря и «Предводителя молодежи» (лат. princeps iuventutis). По всей видимости, Геренний Этруск затмевал своего младшего брата. К концу своего правления, Деций Траян повысил старшего сына до звания Августа, которого Гостилиан так и не смог добиться пока его отец и брат были живы. Кроме того, Геренний Этруск в 251 году занимал должность ординарного консула вместе со своим отцом.
Касательно участия Геренния Этруска в гонениях на христиан в правления Деция ничего конкретного сказать нельзя.
Озабоченность по поводу нестабильности на дунайской границе находилась в центре внимания во время совместного правления Деция и его сыновей и доходила до такой степени, что Деций вскоре после того, как он получил власть над Римским государством, отправил Геренния Этруска в Иллирию. После серьезных вторжений в Дакию и Мёзию со стороны карпов и готов, Деций Траян и Геренний Этруск возглавили экспедиционные силы, которые они повели против готского короля Книвы. Варвары, нагруженные добычей после их успешных кампаний, были уже на пути на родину, когда они встретились с римлянами к югу от стен крепости Абритус 1 июля 251 года (в окрестностях соврем. болгарского г. Разград).
Книва сумел заманить своих противников в болотистую местность, после чего преимущество стало на сторону готов. Король разделил свои войска на несколько тактических групп, которые окружили римскую армию и почти полностью её уничтожили. Геренний Этруск шел в первых рядах и был поражен вражеской стрелой в лицо в самом начале боя. Когда легионеры попытались утешить Деция, он «мужественно сказал им, что потеря одного солдата (то есть сына) кажется ему малым уроном».
Таким образом, Деций и Геренний Этруск стали первыми римскими императорами, которые пали от руки внешнего противника на поле битвы. Выжившие солдаты провозгласили императором полководца Требониана Галла. Историк Рональд Сайм сравнивал гибель Этруска и его отца с двумя Дециями эпохи Республики, «которые в интервале в поколение оба пожертвовали собой, чтобы обеспечить победу для Республики». По сообщению Евтропия, Этруск был обожествлен, однако доказательств в пользу данного утверждения пока не обнаружено.